# SC Kiyovu Sports
L'SC Kiyovu Sports és un club de futbol de Ruanda de la ciutat de Kigali.

## Història
Va ser fundat el 1976. Els seus colors són el verd i el blanc.

## Palmarès
- Lliga ruandesa de futbol:[2]
  - 1969, 1971, 1983, 1992, 1993
- Copa ruandesa de futbol:[3]
  - 1975, 1985